# Ђардони (Беневенто)
Ђардони је насеље у Италији у округу Беневенто, региону Кампанија.
Према процени из 2011. у насељу је живело 740 становника. Насеље се налази на надморској висини од 54 м.